# Sounds of the Season: The Taylor Swift Holiday Collection
The Taylor Swift Holiday Collection (originalmente intitulado Sounds of the Season: The Taylor Swift Holiday Collection) é um extended play (EP) natalino da cantora e compositora estadunidense Taylor Swift. O EP foi inicialmente lançado de forma exclusiva pelas lojas Target em 14 de outubro de 2007, através da Big Machine Records. Foi lançado para outros varejistas e lojas digitais em 2 de dezembro de 2008 e, posteriormente, relançado pela Target em 6 de outubro de 2009. Em outras regiões, incluindo o Brasil, seu lançamento ocorreu em 21 de dezembro de 2010, estando disponível apenas através de download digital.
The Taylor Swift Holiday Collection consiste em seis faixas—quatro são regravações de clássicos natalinos ("Last Christmas", "Santa Baby", "Silent Night" e "White Christmas") e duas são canções originais, escritas por Swift ("Christmases When You Were Mine" e "Christmas Must Be Something More"). Produzido por Nathan Chapman, o EP contém uma sonoridade country pop, usando instrumentos como violinos e pedal steels. Canções do EP receberam airplay nas rádios de country estadunidenses, com "Last Christmas" tornando-se a faixa mais bem sucedida, atingindo a 28ª posição da tabela Hot Country Songs.
Os críticos musicais acharam que o EP era bom, mas os elogios foram reservados. Alguns críticos elogiaram o material original de Swift e desejaram que o EP fosse mais longo, mas outros não gostaram das regravações country pop dos clássicos natalinos. The Taylor Swift Holiday Collection atingiu a 20ª posição da Billboard 200 e o topo da tabela Top Holiday Albums. Recebeu o certificado de platina pela Recording Industry Association of America (RIAA), por ter vendido mais de um milhão de cópias nos Estados Unidos.

## Antecedentes e composição
Para o lançamento do disco, Swift entrou em uma parceria com a empresa de varejos estadunidense Target, que comercializou o EP com exclusividade em suas lojas físicas e em seu site. A capa do trabalho foi retirada do vídeo musical de "Teardrops on My Guitar". Em 2 de dezembro de 2008, a obra foi redistribuída em download digital no iTunes e na Amazon.com, sendo retirado o nome "Sounds of the Season", ficando apenas The Taylor Swift Holiday Collection. No Brasil, sua comercialização ocorreu em 21 de dezembro de 2010, três anos depois do seu lançamento original, estando disponível apenas através de download pago, não havendo uma versão física.
The Taylor Swift Holiday Collection é um EP composto por regravações de músicas festivas e natalinas, além de duas canções originais, sendo que todas têm como ritmo o country pop. A faixa de abertura da obra é uma reinterpretação de "Last Christmas", gravado originalmente pela dupla britânica Wham! em 1984. A segunda música, "Christmases When You Were Mine", trata-se de um trabalho original, escrita pela intérprete ao lado de Liz Rose e Nathan Chapman, e liricamente, fala sobre um Natal triste da cantora, que completa dizendo que no Natal anterior ela fora mais feliz. A terceira composição é um cover da canção "Santa Baby", gravado originalmente por Eartha Kitt em 1953. Já a quarta música é "Silent Night", uma cantiga de natal, que é musicalmente diferente de suas outras versões, sendo que na reinterpretação deste EP, o piano fora substituído por uma guitarra acústica; os vocais de Swift também são mais rápidos do que os tradicionalmente gravados para essa mesma música. "Christmas Must Be Something More" vem logo em seguida, e é a segunda faixa original da obra, que também foi escrita por Swift. Sua letra tenta falar para o público a razão da celebração do Natal, que é a comemoração do nascimento de Jesus Cristo. O tema de encerramento é um cover de "White Christmas", que foi gravado originalmente por Bing Crosby em 1942.

## Divulgação

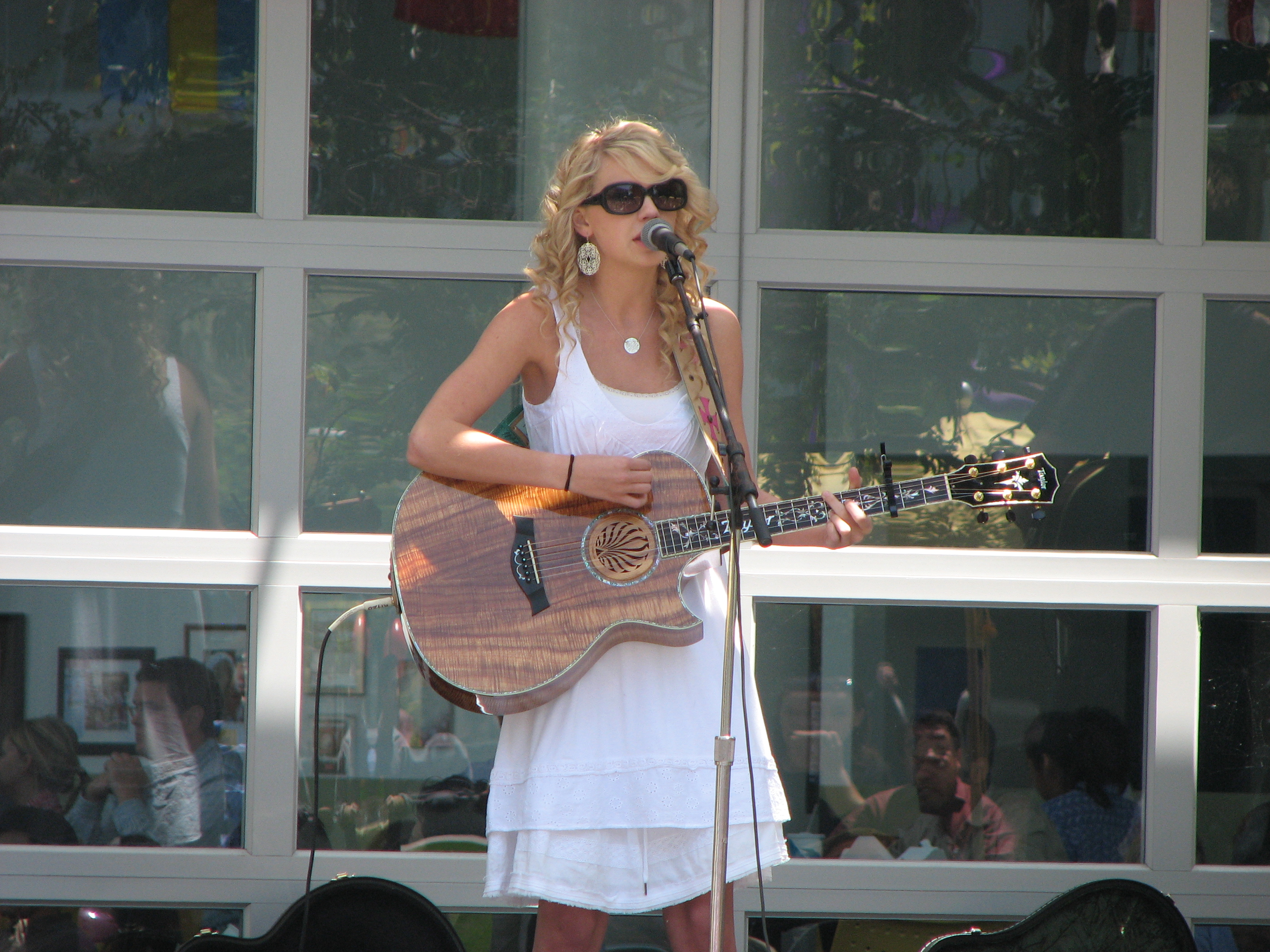
U.S. Country music singer Taylor Swift performing at Yahoo headquartersTaylorSwift4

Para promover o disco, Swift cantou "Silent Night" em 28 de novembro de 2007, no Rockefeller Center, em Nova York, sendo que sua apresentação foi exibida no programa Today Show, da rede de televisão NBC; nesta performance, a artista usava um vestido preto e um longo casaco branco de inverno, além de tocar uma guitarra acústica feita de diamantes artificiais.
Todas as faixas da obra, exceto "Christmas Must Be Something More", foram enviadas para as rádios de música country dos Estados Unidos, sendo que essas entraram na Hot Country Songs - uma parada musical dos Estados Unidos que contabiliza as canções de gênero country mais tocadas em rádios estadunidenses - "Last Christmas" atingiu a 28.ª posição, "Christmases When You Were Mine" a 48.ª, "Santa Baby" a 43.ª, "Silent Night" a 54.ª, e "White Christmas" a 59.ª colocação da respectiva parada.

## Lista de faixas
Todas as faixas foram produzidas por Nathan Chapman.
| N.º            | Título                             | Compositor(es)                            | Duração |  |
| 1.             | "Last Christmas"                   | George Michael                            | 3:30    |  |
| 2.             | "Christmases When You Were Mine"   | Taylor Swift Liz Rose Chapman             | 3:06    |  |
| 3.             | "Santa Baby"                       | Joan Javits Philip Springer Tony Springer | 2:41    |  |
| 4.             | "Silent Night"                     | Josef Mohr Franz Xaver Gruber             | 3:32    |  |
| 5.             | "Christmas Must Be Something More" | Swift                                     | 3:54    |  |
| 6.             | "White Christmas"                  | Irving Berlin                             | 2:34    |  |
| Duração total: | Duração total:                     | Duração total:                            | 19:19   |  |

## Recepção

### Crítica
O EP recebeu revisões positivas da crítica especializada em música. Stephen Thomas Erlewine do site Allmusic disse que as canções da obra eram todas muito nítidas, com arranjos alegres, e adequadamente sazonais, e que Swift consegue se manter fiel ao seu estilo musical, o country pop. Craig Shelburne do Country Music Television disse: "Graças a esta jovem cantora, uma nova geração de meninas sensíveis podem descobrir a melancolia com a tão melódica 'Last Christmas'". Dan Maclntosh do site Country Standard Time concluiu: "Swift é uma boa cantora, ela consegue encontrar maneiras de injetar emoção sincera em cada estrofe que ela canta. Dizem que as melhores coisas vêm em pequenos pacotes. E isso vale de ditado para Swift".

### Comercial
Em 8 de dezembro de 2007, The Taylor Swift Holiday Collection estreou no 88.º lugar na lista dos discos mais vendidos da Billboard 200, uma parada musical dos Estados Unidos publicada pela revista Billboard, que enumera os duzentos discos mais comercializados a cada semana no país. Na edição seguinte, subiu para a 46.ª colocação. Depois de seu relançamento, a obra entrou novamente nesta mesma parada em dezembro de 2009, no vigésimo lugar, sendo o seu posto mais alto. Também atingiu a décima quarta posição na lista dos álbuns de música country mais vendidos, e em 2010 ocupou o topo na compilação de discos comemorativos. Em dezembro de 2012, o EP voltou a ficar entre os duzentos mais comercializados dos Estados Unidos, posicionando-se na 69.ª colocação.
The Taylor Swift Holiday Collection foi o 70.º álbum mais vendido nos Estados Unidos no ano de 2010, e o 193.º em 2011. Até dezembro de 2012, já havia comercializado mais de 934 mil cópias em território estadunidense, recebendo o disco de ouro da Recording Industry Association of America (RIAA).
| Paradas (2007-12)                   | Maior posição |
| ----------------------------------- | ------------- |
| Estados Unidos - Billboard 200      | 20            |
| Estados Unidos - Top Country Albums | 14            |
| Estados Unidos - Top Holiday Albums | 1             |

| País                  | Certificação |
| --------------------- | ------------ |
| Estados Unidos - RIAA | Ouro         |

| Parada (2010)                  | Melhor posição |
| ------------------------------ | -------------- |
| Estados Unidos - Billboard 200 | 70             |
| Parada (2011)                  | Melhor posição |
| Estados Unidos - Billboard 200 | 193            |

## Créditos
Segue-se abaixo, a lista dos profissionais envolvidos na produção de Sounds of the Season: The Taylor Swift Holiday Collection, de acordo com o encarte do EP:
| - Heidi Beall - vocal de apoio; - Nick Buda - bateria; - Scott Borchetta - produtor da gravadora; - Nathan Chapman - produtor musical, baixo elétrico, guitarra acústica, guitarra elétrica, vocal de apoio; - Eric Darken - percussão; - Rob Hajacos - fiddle; - Andy Leftwich - bandolim; - Tim Marks - baixo elétrico; - Scotty Sanders - dobro; - Taylor Swift - vocais e arranjos de "Silent Night"; | - Mathieu Bitton - diretor de arte, design; - Sandi Spika Borchetta - design de roupas, cabelo; - Chad Carlson - gravação; - Kyle Ford - engenheiro assistente; - Shelli Hill - produtor executivo; - Sue Peterson - produtora executiva; - Melinda Norris - fotografia; - Lorri Turk - maquiagem; - Stacey Ward - gerente de projeto; - Hank Williams, Jr. - masterização. |